# مذيلات
المُذيلات أو سركوموناس (الاسم العلمي: Cercomonadida)، رتبة من السوطيات الصغيرة، منتشرة في الموائل المائية وشائعة في التربة.